# Paul Askonas
Paul Askonas (* 13. November 1872 in Teplitz-Schönau; † 26. November 1935 in Wien) war ein österreichischer Schauspieler.

## Leben
Askonas erhielt 1896 am Stadttheater von Sankt Pölten sein erstes festes Engagement. Von 1897 bis 1904 spielte er am Hoftheater Meiningen. 1904 kam er nach Berlin an das dortige Deutsche Theater unter Otto Brahm.
1906 wechselte er zum Theater in Stettin, 1907 an das Deutsche Volkstheater in Wien. Dort blieb er bis 1920. Zu dieser Zeit intensivierte er seine Arbeit als Stummfilmschauspieler. Askonas verkörperte Respekt einflößende Honoratioren wie Professoren und Gerichtsvorsitzende, aber auch unheimliche Figuren wie Rasputin und Dracula.
1927 trat er wieder am Berliner Deutschen Theater auf, seine letzten Einsätze hatte er in den 1930er Jahren auf Tourneebühnen.

## Filmografie
| - 1912: Trilby - 1920: Königin Draga - 1921: Drakula halála (Titelrolle) - 1921: Die Schauspielerin des Kaisers - 1921: Wege des Schreckens - 1922: Ludwig II. - 1922: Serge Panine - 1922: Sodom und Gomorrha - 1923: Hoffmanns Erzählungen - 1924: Orlac’s Hände - 1924: Moderne Ehen | - 1925: Rasputin - 1925: Frauen aus der Wiener Vorstadt - 1926: Franz Schuberts letzte Liebe - 1927: Der Abtrünnige - 1927: Im Schatten des elektrischen Stuhls - 1928: Das Geheimnis der Villa Saxenburg (Die weiße Sonate) - 1928: Das Schicksal derer von Habsburg - 1928: Herzog Hansl (Erzherzog Johann) - 1929: Revolution der Jugend - 1929: Eros in Ketten - 1930: Eine Dirne ist ermordet worden |